# Берёзкина, Эльвира Ивановна
Эльви́ра Ива́новна Берёзкина (род. 17 июня 1931) — советский историк математики. Кандидат физико-математических наук (1959).

## Биография
Окончила физико-математический факультет Ставропольского государственного педагогического института в 1952 году. В 1956 году окончила аспирантуру механико-математического факультета МГУ (научный руководитель — профессор И. Г. Башмакова). В 1959 году защитила кандидатскую диссертацию по истории китайской математики.
Работая в Институте китаеведения (который с 1962 года влился в Институт востоковедения) и в Институте истории естествознания и техники АН СССР, продолжала переводить древние трактаты из «Математического десятикнижья».
В 1957 году в сборнике «Историко-математические исследования» Эльвирой Ивановной был опубликован перевод на русский язык (он стал первым в мире переводом на современный язык) древнекитайского памятника «Математика в девяти книгах» (предисловие Хуа Логэна). В дальнейшем последовали переводы на немецкий К. Фогеля (1968), на современный китайский и другие языки.
Э. И. Берёзкина вошла в состав коллектива авторов первого тома многотомной «Истории математики» (М., 1970). Также она неоднократно участвовала в международных конгрессах по истории науки.
Многие идеи её работ появились в результате общения с такими крупными учеными, как А. Н. Колмогоров, С. А. Яновская, Ли Янь и Цянь Баоцун (основоположники современных исследований по истории математики Китая), Дж. Нидхем, К. Фогель и Б. ван дер Варден.

### Введение к «Математика древнего Китая», Берёзкина Э. И.
{{External media
1=«Математика древнего Китая». Обложка.}}
Математика в Китае развивалась с глубокой древности более или менее самостоятельно и достигла своего наибольшего развития к XIV в. н. э. Далее в Китай проникает западная математика, принесенная в основном европейскими миссионерами, и>то уже другая эпоха в истории науки Китая. Древняя традиция в математике была таким образом прервана и утеряна. Многие открытия, сделанные раньше, чем в Европе, были забыты, и их вновь повторили западные ученые. Китайские математики, обрабатывая древние и средневековые тексты, сами обнаруживали неожиданно для себя удивительные результаты, полученные их предками.
В этой книге основное внимание уделено математике древнего Китая в период со II в. до н. э. по VII в. н. э. Менее подробно рассмотрены труды китайских математиков XIII—XIV вв. Это связано с тем, что материал изложен непосредственно по сохранившимся источникам, главным образом математическому «Десятикнижью», которое автор данной книги переводил и исследовал в течение ряда лет. История математики древнего Китая представлена здесь в виде отдельных глав, каждая из которых является, по существу, независимым друг от друга очерком о наиболее характерной проблеме математики как древнего Китая, так и других древних цивилизаций: Египта, Вавилона, Греции и Индии. Проблемы эти «начальные», свойственные развитию математики с самых древних времен, они касаются развития понятия числа, фигуры и её площади, тела и его объёма, формирования простейших теоретико-числовых понятий среднего арифметического, общего наибольшего делителя, наименьшего общего кратного, истории теоремы Пифагора и т. д. Мысль написать такую книгу принадлежала учителю автора в области китайского языка, советскому китаеведу Чжоу Суп-юаню, памяти которого автор считает своим долгом посвятить этот труд. Автор глубоко благодарен своему учителю в области истории математики И. Г. Башмаковой, под влиянием идей которой он постоянно находится. Искреннюю признательность автор приносит А. Н. Колмогорову и А. П. Юшкевичу, побудившим автора заняться в своё время столь увлекательным исследованием. Автор всегда ценил чуткую внимательность С. А. Яновской, проявленную ею в особенно трудном начале этой работы. Автор книги благодарит Б. А. Розенфельда за большую редакторскую работу.

В обсуждении книги принимали участие сотрудники Института истории естествознания и техники Академии наук СССР и участники научно-исследовательского семинара по истории математики Московского государственного университета им. М. В. Ломоносова, — всем им и всем, кто способствовал выходу в свет этой книги, автор приносит искреннюю благодарность.

## Публикации[4]
- О «Математике в девяти книгах» // Историко-математические исследования. 1957. Вып. 10. С. 427—438.
- «Математика в девяти книгах» / Перевод и примечания Э. И. Березкиной // Историко-математические исследования. 1957. Вып. 10. С. 439—584.
- Трактат «Математика в девяти книгах» и его значение в истории китайской науки // Советское китаеведение. 1958. № 3. С. 133—135.
- Арифметические вопросы в древнекитайском трактате «Математика в девяти книгах» // Из истории науки и техники в странах Востока. 1960. Вып. 1. С. 34-55.
- О математическом трактате Сунь-цзы // Историко-математические исследования. 1960. Вып.13. С7 219—230.
- О математическом труде Сунь-цзы // Из истории науки и техники в странах Востока. 1963. Вып.3. С.5-21.
- Математический трактат Сунь-цзы / Перевод и примечания Э. И. Березкиной // Из истории науки и техники в странах Востока. 1963. Вып. 3. С. 22-70.
- Об одном древнекитайском трактате // Историко-математические исследования. 1966. Вып. 17. С. 261—271.
- О «Математическом трактате пяти ведомств» // Физико-математические науки в странах Востока. 1969. Вып. 2(5). С. 82-84.
- «Математический трактат пяти ведомств» / Перевод и примечания Э. И. Березкиной // Физико-математические науки в странах Востока. 1969. Вып. 2(5). С. 85-97.
- О трактате Чжан Цю-цзяня по математике // Физико-математические науки в странах Востока. 1969. Вып.2(5). С. 18-27.
- Математический трактат Чжан Цю-цзяня / Перевод и примечания Э. И. Березкиной // Физико-математические науки в странах Востока. 1969. Вып. 2(5). С. 27-81.
- О математических методах древних // История и методология естественных наук. 1971. Вып. 11. С. 172—185.
- Два текста Лю Хуэя по геометрии (публикация) // Историко-математические исследования. 1974. Вып.19. С. 231—273.
- О математических методах древних (буквальная геометрия и теорема Пифагора) // История и методология естественных наук. 1974. Вып.17. С. 36-50.
- Mathematics of ancient China // Proceedings of the XIVth International Congress of the History of Science. Tokyo. 1975. P. 99-102.
- Математика древнего Китая. М.: Наука, 1980.